# Millares
Millares è un comune spagnolo di 604 abitanti situato nella comunità autonoma Valenciana.